# Paris-Nice 2022
Le Paris-Nice 2022 est la 80e édition de cette course cycliste sur route masculine. La compétition a lieu du 6 au 13 mars 2022 en France. La course fait partie de l'UCI World Tour 2022, le calendrier le plus important du cyclisme sur route. 
La victoire au général revient à Primož Roglič (Jumbo-Visma) devant Simon Yates (Team BikeExchange-Jayco) et Daniel Martínez (Ineos Grenadiers). Le classement par points est remporté par Wout van Aert (Jumbo-Visma) et le classement de la montagne par Valentin Madouas (Groupama-FDJ). João Almeida (UAE Team Emirates) obtient le maillot du meilleur jeune, tandis que sa formation s'assure la victoire au classement par équipes.

## Présentation

### Parcours
La difficulté des étapes va crescendo : les trois premières étapes relativement plates doivent convenir aux sprinteurs, la quatrième étape est disputée contre-la-montre, les cinquième et sixième étapes comportent différents cols mais sans arrivée au sommet, la septième étape est courte mais se termine au col de Turini, la huitième étape franchit le col d'Eze (1e catégorie) à 15 kilomètres de l'arrivée à Nice.

### Équipes
| WorldTeams (18)- AG2R Citroën Team - Astana Qazaqstan Team - Bahrain Victorious - BikeExchange-Jayco - Bora-Hansgrohe - Cofidis - Team DSM - EF Education-EasyPost - Groupama-FDJ - Ineos Grenadiers - Intermarché-Wanty-Gobert Matériaux - Israel-Premier Tech - Jumbo-Visma - Lotto-Soudal - Movistar Team - Quick-Step Alpha Vinyl - Trek-Segafredo - UAE Team Emirates ProTeams (4)- Alpecin-Fenix - Arkéa-Samsic - B&B Hotels-KTM - TotalEnergies |
| |

### Favoris et principaux participants
Quatre noms sont le plus souvent cités comme principaux favoris au classement général final : le duo de l'équipe Jumbo-Visma constitué par le Slovène Primož Roglič, malheureux lors de la dernière étape de l'édition 2021 et le Belge Wout van Aert, récent vainqueur du Circuit Het Nieuwsblad, le Colombien Nairo Quintana (Arkea Samsic) qui vient de remporter le Tour de La Provence et le Tour des Alpes-Maritimes et du Var ainsi que le double vainqueur des deux dernières éditions l'Allemand Maximilian Schachmann (Bora Hansgrohe). Parmi les autres favoris et outsiders, on peut aussi citer le Portugais João Almeida (UAE Team Emirates), le Russe Aleksandr Vlasov (Bora-Hansgrohe), récent vainqueur du Tour de la Communauté valencienne, les frères Adam (Ineos Grenadiers) et Simon Yates (BikeExchange) ainsi que l'Espagnol Ion Izagirre (Cofidis).

### Primes
La course attribue les prix suivants. Tous les montants sont exprimés en euros (€).
| Position                     | Position                    | 1er   | 2e    | 3e    | 4e    | 5e    | 6e    | 7e    | 8e    | 9e    | 10e-20e | Total   | Total   |
| Classement général           | Classement général          | 16000 | 8000  | 4000  | 2000  | 1600  | 1200  | 1200  | 800   | 800   | 400     | 40 000  | 40 000  |
| Par étape                    | Par étape                   | 4000  | 2000  | 1000  | 500   | 400   | 300   | 300   | 200   | 200   | 100     | 10 000  | 10 000  |
| Classement par points        | Sprints intermédiaires (14) | 100   | 75    | 25    |       |       |       |       |       |       |         | 2800    | 7000    |
| Classement par points        | Classement final            | 2000  | 1000  | 800   | 400   |       |       |       |       |       |         | 4200    | 7000    |
| Classement de la montagne    | Cols et côtes (27)          | 100   | 75    | 25    |       |       |       |       |       |       |         | 5400    | 9600    |
| Classement de la montagne    | Classement final            | 2000  | 1000  | 800   | 400   |       |       |       |       |       |         | 4200    | 9600    |
| Classement du meilleur jeune | Etapes                      | 150   |       |       |       |       |       |       |       |       |         | 1200    | 2000    |
| Classement du meilleur jeune | Classement final            | 800   |       |       |       |       |       |       |       |       |         | 800     | 2000    |
| Classement par équipes       | Etapes                      | 300   |       |       |       |       |       |       |       |       |         | 2400    | 3600    |
| Classement par équipes       | Classement final            | 1200  |       |       |       |       |       |       |       |       |         | 1200    | 3600    |
| Prix de la combativité (7)   | Prix de la combativité (7)  | 300   |       |       |       |       |       |       |       |       |         | 2100    | 2100    |
| Total                        | Total                       | Total | Total | Total | Total | Total | Total | Total | Total | Total | Total   | 144 300 | 144 300 |

## Étapes
| Étape     | Date    | Villes étapes                                        | type                        | Distance (km) | Dénivelé (m) | Vainqueur d'étape  | Leader du classement général |
| --------- | ------- | ---------------------------------------------------- | --------------------------- | ------------- | ------------ | ------------------ | ---------------------------- |
| 1re étape | 6 mars  | Mantes-la-Ville – Mantes-la-Ville                    | étape de plaine             | 159,8         | 1 723 m      | Christophe Laporte | Christophe Laporte           |
| 2e étape  | 7 mars  | Auffargis – Orléans                                  | étape de plaine             | 159,2         | 707 m        | Fabio Jakobsen     | Christophe Laporte           |
| 3e étape  | 8 mars  | Vierzon – Dun-le-Palestel                            | étape vallonnée             | 190,8         | 1 929 m      | Mads Pedersen      | Christophe Laporte           |
| 4e étape  | 9 mars  | Domérat – Montluçon                                  | contre-la-montre individuel | 13,4          | 188 m        | Wout van Aert      | Wout van Aert                |
| 5e étape  | 10 mars | Saint-Just-Saint-Rambert – Saint-Sauveur-de-Montagut | étape de montagne           | 188,8         | 3 408 m      | Brandon McNulty    | Primož Roglič                |
| 6e étape  | 11 mars | Courthézon – Aubagne                                 | étape vallonnée             | 213,6         | 2 878 m      | Mathieu Burgaudeau | Primož Roglič                |
| 7e étape  | 12 mars | Nice – col de Turini                                 | étape de montagne           | 155,4         | 3 582 m      | Primož Roglič      | Primož Roglič                |
| 8e étape  | 13 mars | Nice – Nice                                          | étape de montagne           | 115,6         | 2 436 m      | Simon Yates        | Primož Roglič                |

## Déroulement de la course

### 1reétape
Au second passage de la côte de Breuil-Bois-Robert, à 6,5 kilomètres de l'arrivée, Christophe Laporte emmène ses deux leaders de l'équipe Jumbo-Visma. L'écart sur le peloton croît régulièrement. Pour le remercier, Wout van Aert et Primož Roglič lui laissent la victoire.
| \| Classement de l'étape \| Classement de l'étape \| Classement de l'étape \| Classement de l'étape \| Classement de l'étape \| \| Coureur \| Coureur \| Pays \| Équipe \| Temps \| \| --------------------- \| --------------------- \| --------------------- \| ---------------------------------- \| --------------------- \| \| 1er \| Christophe Laporte \| France \| Jumbo-Visma \| 3 h 48 min 38 s \| \| 2e \| Primož Roglič \| Slovénie \| Jumbo-Visma \| + 0 s \| \| 3e \| Wout van Aert \| Belgique \| Jumbo-Visma \| + 0 s \| \| 4e \| Pierre Latour \| France \| TotalEnergies \| + 19 s \| \| 5e \| Mads Pedersen \| Danemark \| Trek-Segafredo \| + 22 s \| \| 6e \| Biniam Girmay \| Érythrée \| Intermarché-Wanty-Gobert Matériaux \| + 22 s \| \| 7e \| Iván García Cortina \| Espagne \| Movistar Team \| + 22 s \| \| 8e \| Fred Wright \| Royaume-Uni \| Bahrain Victorious \| + 22 s \| \| 9e \| Jasper Philipsen \| Belgique \| Alpecin-Fenix \| + 22 s \| \| 10e \| Florian Sénéchal \| France \| Quick-Step Alpha Vinyl \| + 22 s \| |                     |             |                                    |                 |
| |                     |             |                                    |                 |
| Source : ProCyclingStats |                     |             |                                    |                 |
| Classement de l'étape |                     |             |                                    |                 |
| Coureur | Coureur             | Pays        | Équipe                             | Temps           |
| 1er | Christophe Laporte  | France      | Jumbo-Visma                        | 3 h 48 min 38 s |
| 2e | Primož Roglič       | Slovénie    | Jumbo-Visma                        | + 0 s           |
| 3e | Wout van Aert       | Belgique    | Jumbo-Visma                        | + 0 s           |
| 4e | Pierre Latour       | France      | TotalEnergies                      | + 19 s          |
| 5e | Mads Pedersen       | Danemark    | Trek-Segafredo                     | + 22 s          |
| 6e | Biniam Girmay       | Érythrée    | Intermarché-Wanty-Gobert Matériaux | + 22 s          |
| 7e | Iván García Cortina | Espagne     | Movistar Team                      | + 22 s          |
| 8e | Fred Wright         | Royaume-Uni | Bahrain Victorious                 | + 22 s          |
| 9e | Jasper Philipsen    | Belgique    | Alpecin-Fenix                      | + 22 s          |
| 10e | Florian Sénéchal    | France      | Quick-Step Alpha Vinyl             | + 22 s          |

| \| Classement général \| Classement général \| Classement général \| Classement général \| Classement général \| \| Coureur \| Coureur \| Pays \| Équipe \| Temps \| \| ------------------ \| ------------------- \| ------------------ \| ---------------------------------- \| ------------------ \| \| 1er \| Christophe Laporte \| France \| Jumbo-Visma \| 3 h 48 min 28 s \| \| 2e \| Primož Roglič \| Slovénie \| Jumbo-Visma \| + 4 s \| \| 3e \| Wout van Aert \| Belgique \| Jumbo-Visma \| + 6 s \| \| 4e \| Pierre Latour \| France \| TotalEnergies \| + 29 s \| \| 5e \| Mads Pedersen \| Danemark \| Trek-Segafredo \| + 32 s \| \| 6e \| Biniam Girmay \| Érythrée \| Intermarché-Wanty-Gobert Matériaux \| + 32 s \| \| 7e \| Iván García Cortina \| Espagne \| Movistar Team \| + 32 s \| \| 8e \| Fred Wright \| Royaume-Uni \| Bahrain Victorious \| + 32 s \| \| 9e \| Jasper Philipsen \| Belgique \| Alpecin-Fenix \| + 32 s \| \| 10e \| Florian Sénéchal \| France \| Quick-Step Alpha Vinyl \| + 32 s \| |                     |             |                                    |                 |
| |                     |             |                                    |                 |
| Source : ProCyclingStats |                     |             |                                    |                 |
| Classement général |                     |             |                                    |                 |
| Coureur | Coureur             | Pays        | Équipe                             | Temps           |
| 1er | Christophe Laporte  | France      | Jumbo-Visma                        | 3 h 48 min 28 s |
| 2e | Primož Roglič       | Slovénie    | Jumbo-Visma                        | + 4 s           |
| 3e | Wout van Aert       | Belgique    | Jumbo-Visma                        | + 6 s           |
| 4e | Pierre Latour       | France      | TotalEnergies                      | + 29 s          |
| 5e | Mads Pedersen       | Danemark    | Trek-Segafredo                     | + 32 s          |
| 6e | Biniam Girmay       | Érythrée    | Intermarché-Wanty-Gobert Matériaux | + 32 s          |
| 7e | Iván García Cortina | Espagne     | Movistar Team                      | + 32 s          |
| 8e | Fred Wright         | Royaume-Uni | Bahrain Victorious                 | + 32 s          |
| 9e | Jasper Philipsen    | Belgique    | Alpecin-Fenix                      | + 32 s          |
| 10e | Florian Sénéchal    | France      | Quick-Step Alpha Vinyl             | + 32 s          |

### 2eétape
Cette étape est marquée par plusieurs bordures scindant le peloton en plusieurs groupes. Le Néerlandais Fabio Jakobsen (Quick-Step Alpha Vinyl) s'impose au sprint avec une longueur d'avance sur le champion de Belgique Wout van Aert (Jumbo Visma).
| \| Classement de l'étape \| Classement de l'étape \| Classement de l'étape \| Classement de l'étape \| Classement de l'étape \| \| Coureur \| Coureur \| Pays \| Équipe \| Temps \| \| --------------------- \| --------------------- \| --------------------- \| ----------------------- \| --------------------- \| \| 1er \| Fabio Jakobsen \| Pays-Bas \| Quick-Step Alpha Vinyl \| 3 h 22 min 54 s \| \| 2e \| Wout van Aert \| Belgique \| Jumbo-Visma \| + 0 s \| \| 3e \| Christophe Laporte \| France \| Jumbo-Visma \| + 0 s \| \| 4e \| Luka Mezgec \| Slovénie \| Team BikeExchange-Jayco \| + 0 s \| \| 5e \| Mads Pedersen \| Danemark \| Trek-Segafredo \| + 0 s \| \| 6e \| Jasper Stuyven \| Belgique \| Trek-Segafredo \| + 0 s \| \| 7e \| Luca Mozzato \| Italie \| B&B Hotels-KTM \| + 0 s \| \| 8e \| Sebastián Molano \| Colombie \| UAE Team Emirates \| + 0 s \| \| 9e \| Oliver Naesen \| Belgique \| AG2R Citroën Team \| + 0 s \| \| 10e \| Cees Bol \| Pays-Bas \| Team DSM \| + 0 s \| |                    |          |                         |                 |
| |                    |          |                         |                 |
| Source : ProCyclingStats |                    |          |                         |                 |
| Classement de l'étape |                    |          |                         |                 |
| Coureur | Coureur            | Pays     | Équipe                  | Temps           |
| 1er | Fabio Jakobsen     | Pays-Bas | Quick-Step Alpha Vinyl  | 3 h 22 min 54 s |
| 2e | Wout van Aert      | Belgique | Jumbo-Visma             | + 0 s           |
| 3e | Christophe Laporte | France   | Jumbo-Visma             | + 0 s           |
| 4e | Luka Mezgec        | Slovénie | Team BikeExchange-Jayco | + 0 s           |
| 5e | Mads Pedersen      | Danemark | Trek-Segafredo          | + 0 s           |
| 6e | Jasper Stuyven     | Belgique | Trek-Segafredo          | + 0 s           |
| 7e | Luca Mozzato       | Italie   | B&B Hotels-KTM          | + 0 s           |
| 8e | Sebastián Molano   | Colombie | UAE Team Emirates       | + 0 s           |
| 9e | Oliver Naesen      | Belgique | AG2R Citroën Team       | + 0 s           |
| 10e | Cees Bol           | Pays-Bas | Team DSM                | + 0 s           |

| \| Classement général \| Classement général \| Classement général \| Classement général \| Classement général \| \| Coureur \| Coureur \| Pays \| Équipe \| Temps \| \| ------------------ \| ------------------ \| ------------------ \| ---------------------- \| ------------------ \| \| 1er \| Christophe Laporte \| France \| Jumbo-Visma \| 7 h 11 min 15 s \| \| 2e \| Wout van Aert \| Belgique \| Jumbo-Visma \| + 5 s \| \| 3e \| Primož Roglič \| Slovénie \| Jumbo-Visma \| + 11 s \| \| 4e \| Pierre Latour \| France \| TotalEnergies \| + 36 s \| \| 5e \| Zdeněk Štybar \| Tchéquie \| Quick-Step Alpha Vinyl \| + 38 s \| \| 6e \| Mads Pedersen \| Danemark \| Trek-Segafredo \| + 39 s \| \| 7e \| Jasper Stuyven \| Belgique \| Trek-Segafredo \| + 39 s \| \| 8e \| Florian Sénéchal \| France \| Quick-Step Alpha Vinyl \| + 39 s \| \| 9e \| Bryan Coquard \| France \| Cofidis \| + 39 s \| \| 10e \| Aleksandr Vlasov \| Russie \| Bora-Hansgrohe \| + 39 s \| |                    |          |                        |                 |
| |                    |          |                        |                 |
| Source : ProCyclingStats |                    |          |                        |                 |
| Classement général |                    |          |                        |                 |
| Coureur | Coureur            | Pays     | Équipe                 | Temps           |
| 1er | Christophe Laporte | France   | Jumbo-Visma            | 7 h 11 min 15 s |
| 2e | Wout van Aert      | Belgique | Jumbo-Visma            | + 5 s           |
| 3e | Primož Roglič      | Slovénie | Jumbo-Visma            | + 11 s          |
| 4e | Pierre Latour      | France   | TotalEnergies          | + 36 s          |
| 5e | Zdeněk Štybar      | Tchéquie | Quick-Step Alpha Vinyl | + 38 s          |
| 6e | Mads Pedersen      | Danemark | Trek-Segafredo         | + 39 s          |
| 7e | Jasper Stuyven     | Belgique | Trek-Segafredo         | + 39 s          |
| 8e | Florian Sénéchal   | France   | Quick-Step Alpha Vinyl | + 39 s          |
| 9e | Bryan Coquard      | France   | Cofidis                | + 39 s          |
| 10e | Aleksandr Vlasov   | Russie   | Bora-Hansgrohe         | + 39 s          |

### 3eétape
Le Belge Thomas De Gendt (Lotto Soudal), le Français Alexis Gougeard (B&B Hotels) et le Britannique Owain Doull (EF Education) s’isolent en tête dès le début de l'étape et comptent jusqu'à 5 minutes d'avance sur le peloton. Mais le trio est repris à 24 kilomètres du terme. À ce moment, commencent plusieurs tentatives de contre initiées par Søren Kragh Andersen et quelques autres. Le sprint sur une chaussée en légère montée est remporté tout en puissance par le Danois Mads Pedersen (Trek Segafredo) devant le Français Bryan Coquard (Cofidis). Victime d'une chute lors du sprint, le maillot jaune Christophe Laporte conserve néanmoins sa tunique de leader.
| \| Classement de l'étape \| Classement de l'étape \| Classement de l'étape \| Classement de l'étape \| Classement de l'étape \| \| Coureur \| Coureur \| Pays \| Équipe \| Temps \| \| --------------------- \| --------------------- \| --------------------- \| ---------------------------------- \| --------------------- \| \| 1er \| Mads Pedersen \| Danemark \| Trek-Segafredo \| 4 h 23 min 29 s \| \| 2e \| Bryan Coquard \| France \| Cofidis \| + 0 s \| \| 3e \| Wout van Aert \| Belgique \| Jumbo-Visma \| + 0 s \| \| 4e \| Jasper Philipsen \| Belgique \| Alpecin-Fenix \| + 0 s \| \| 5e \| Anthony Turgis \| France \| TotalEnergies \| + 0 s \| \| 6e \| Biniam Girmay \| Érythrée \| Intermarché-Wanty-Gobert Matériaux \| + 0 s \| \| 7e \| Fred Wright \| Royaume-Uni \| Bahrain Victorious \| + 0 s \| \| 8e \| Danny van Poppel \| Pays-Bas \| Bora-Hansgrohe \| + 0 s \| \| 9e \| Ethan Hayter \| Royaume-Uni \| Ineos Grenadiers \| + 0 s \| \| 10e \| Sebastián Molano \| Colombie \| UAE Team Emirates \| + 0 s \| |                  |             |                                    |                 |
| |                  |             |                                    |                 |
| Source : ProCyclingStats |                  |             |                                    |                 |
| Classement de l'étape |                  |             |                                    |                 |
| Coureur | Coureur          | Pays        | Équipe                             | Temps           |
| 1er | Mads Pedersen    | Danemark    | Trek-Segafredo                     | 4 h 23 min 29 s |
| 2e | Bryan Coquard    | France      | Cofidis                            | + 0 s           |
| 3e | Wout van Aert    | Belgique    | Jumbo-Visma                        | + 0 s           |
| 4e | Jasper Philipsen | Belgique    | Alpecin-Fenix                      | + 0 s           |
| 5e | Anthony Turgis   | France      | TotalEnergies                      | + 0 s           |
| 6e | Biniam Girmay    | Érythrée    | Intermarché-Wanty-Gobert Matériaux | + 0 s           |
| 7e | Fred Wright      | Royaume-Uni | Bahrain Victorious                 | + 0 s           |
| 8e | Danny van Poppel | Pays-Bas    | Bora-Hansgrohe                     | + 0 s           |
| 9e | Ethan Hayter     | Royaume-Uni | Ineos Grenadiers                   | + 0 s           |
| 10e | Sebastián Molano | Colombie    | UAE Team Emirates                  | + 0 s           |

| \| Classement général \| Classement général \| Classement général \| Classement général \| Classement général \| \| Coureur \| Coureur \| Pays \| Équipe \| Temps \| \| ------------------ \| ------------------ \| ------------------ \| ---------------------- \| ------------------ \| \| 1er \| Christophe Laporte \| France \| Jumbo-Visma \| 11 h 34 min 44 s \| \| 2e \| Wout van Aert \| Belgique \| Jumbo-Visma \| + 1 s \| \| 3e \| Primož Roglič \| Slovénie \| Jumbo-Visma \| + 9 s \| \| 4e \| Mads Pedersen \| Danemark \| Trek-Segafredo \| + 29 s \| \| 5e \| Bryan Coquard \| France \| Cofidis \| + 33 s \| \| 6e \| Pierre Latour \| France \| TotalEnergies \| + 33 s \| \| 7e \| Zdeněk Štybar \| Tchéquie \| Quick-Step Alpha Vinyl \| + 38 s \| \| 8e \| Jasper Stuyven \| Belgique \| Trek-Segafredo \| + 38 s \| \| 9e \| Aleksandr Vlasov \| Russie \| Bora-Hansgrohe \| + 39 s \| \| 10e \| Florian Sénéchal \| France \| Quick-Step Alpha Vinyl \| + 39 s \| |                    |          |                        |                  |
| |                    |          |                        |                  |
| Source : ProCyclingStats |                    |          |                        |                  |
| Classement général |                    |          |                        |                  |
| Coureur | Coureur            | Pays     | Équipe                 | Temps            |
| 1er | Christophe Laporte | France   | Jumbo-Visma            | 11 h 34 min 44 s |
| 2e | Wout van Aert      | Belgique | Jumbo-Visma            | + 1 s            |
| 3e | Primož Roglič      | Slovénie | Jumbo-Visma            | + 9 s            |
| 4e | Mads Pedersen      | Danemark | Trek-Segafredo         | + 29 s           |
| 5e | Bryan Coquard      | France   | Cofidis                | + 33 s           |
| 6e | Pierre Latour      | France   | TotalEnergies          | + 33 s           |
| 7e | Zdeněk Štybar      | Tchéquie | Quick-Step Alpha Vinyl | + 38 s           |
| 8e | Jasper Stuyven     | Belgique | Trek-Segafredo         | + 38 s           |
| 9e | Aleksandr Vlasov   | Russie   | Bora-Hansgrohe         | + 39 s           |
| 10e | Florian Sénéchal   | France   | Quick-Step Alpha Vinyl | + 39 s           |

### 4eétape
Trio gagnant de l'équipe Jumbo-Visma dans ce contre-la-montre qui voit le Belge Wout van Aert faire coup double : la victoire de l'étape et le maillot jaune.
| \| Classement de l'étape \| Classement de l'étape \| Classement de l'étape \| Classement de l'étape \| Classement de l'étape \| \| Coureur \| Coureur \| Pays \| Équipe \| Temps \| \| --------------------- \| --------------------- \| --------------------- \| ----------------------- \| --------------------- \| \| 1er \| Wout van Aert \| Belgique \| Jumbo-Visma \| 16 min 20 s \| \| 2e \| Primož Roglič \| Slovénie \| Jumbo-Visma \| + 2 s \| \| 3e \| Rohan Dennis \| Australie \| Jumbo-Visma \| + 6 s \| \| 4e \| Stefan Küng \| Suisse \| Groupama-FDJ \| + 10 s \| \| 5e \| Simon Yates \| Royaume-Uni \| Team BikeExchange-Jayco \| + 11 s \| \| 6e \| Ethan Hayter \| Royaume-Uni \| Ineos Grenadiers \| + 14 s \| \| 7e \| Pierre Latour \| France \| TotalEnergies \| + 19 s \| \| 8e \| Stefan Bissegger \| Suisse \| EF Education-EasyPost \| + 21 s \| \| 9e \| Mads Pedersen \| Danemark \| Trek-Segafredo \| + 25 s \| \| 10e \| Daniel Martínez \| Colombie \| Ineos Grenadiers \| + 28 s \| |                  |             |                         |             |
| |                  |             |                         |             |
| Source : ProCyclingStats |                  |             |                         |             |
| Classement de l'étape |                  |             |                         |             |
| Coureur | Coureur          | Pays        | Équipe                  | Temps       |
| 1er | Wout van Aert    | Belgique    | Jumbo-Visma             | 16 min 20 s |
| 2e | Primož Roglič    | Slovénie    | Jumbo-Visma             | + 2 s       |
| 3e | Rohan Dennis     | Australie   | Jumbo-Visma             | + 6 s       |
| 4e | Stefan Küng      | Suisse      | Groupama-FDJ            | + 10 s      |
| 5e | Simon Yates      | Royaume-Uni | Team BikeExchange-Jayco | + 11 s      |
| 6e | Ethan Hayter     | Royaume-Uni | Ineos Grenadiers        | + 14 s      |
| 7e | Pierre Latour    | France      | TotalEnergies           | + 19 s      |
| 8e | Stefan Bissegger | Suisse      | EF Education-EasyPost   | + 21 s      |
| 9e | Mads Pedersen    | Danemark    | Trek-Segafredo          | + 25 s      |
| 10e | Daniel Martínez  | Colombie    | Ineos Grenadiers        | + 28 s      |

| \| Classement général \| Classement général \| Classement général \| Classement général \| Classement général \| \| Coureur \| Coureur \| Pays \| Équipe \| Temps \| \| ------------------ \| -------------------- \| ------------------ \| ----------------------- \| ------------------ \| \| 1er \| Wout van Aert \| Belgique \| Jumbo-Visma \| 11 h 51 min 05 s \| \| 2e \| Primož Roglič \| Slovénie \| Jumbo-Visma \| + 10 s \| \| 3e \| Christophe Laporte \| France \| Jumbo-Visma \| + 28 s \| \| 4e \| Simon Yates \| Royaume-Uni \| Team BikeExchange-Jayco \| + 49 s \| \| 5e \| Pierre Latour \| France \| TotalEnergies \| + 51 s \| \| 6e \| Mads Pedersen \| Danemark \| Trek-Segafredo \| + 53 s \| \| 7e \| Daniel Martínez \| Colombie \| Ineos Grenadiers \| + 1 min 06 s \| \| 8e \| Aleksandr Vlasov \| Russie \| Bora-Hansgrohe \| + 1 min 09 s \| \| 9e \| Stefan Bissegger \| Suisse \| EF Education-EasyPost \| + 1 min 13 s \| \| 10e \| Søren Kragh Andersen \| Danemark \| Team DSM \| + 1 min 19 s \| |                      |             |                         |                  |
| |                      |             |                         |                  |
| Source : ProCyclingStats |                      |             |                         |                  |
| Classement général |                      |             |                         |                  |
| Coureur | Coureur              | Pays        | Équipe                  | Temps            |
| 1er | Wout van Aert        | Belgique    | Jumbo-Visma             | 11 h 51 min 05 s |
| 2e | Primož Roglič        | Slovénie    | Jumbo-Visma             | + 10 s           |
| 3e | Christophe Laporte   | France      | Jumbo-Visma             | + 28 s           |
| 4e | Simon Yates          | Royaume-Uni | Team BikeExchange-Jayco | + 49 s           |
| 5e | Pierre Latour        | France      | TotalEnergies           | + 51 s           |
| 6e | Mads Pedersen        | Danemark    | Trek-Segafredo          | + 53 s           |
| 7e | Daniel Martínez      | Colombie    | Ineos Grenadiers        | + 1 min 06 s     |
| 8e | Aleksandr Vlasov     | Russie      | Bora-Hansgrohe          | + 1 min 09 s     |
| 9e | Stefan Bissegger     | Suisse      | EF Education-EasyPost   | + 1 min 13 s     |
| 10e | Søren Kragh Andersen | Danemark    | Team DSM                | + 1 min 19 s     |

### 5eétape
Issu d'un groupe d'attaque de dix hommes en tête depuis le seizième kilomètre de course, l'Américain Brandon McNulty (UAE Emirates) lâche ses compagnons d'échappée et s'isole en tête à 33 kilomètres de l'arrivée dans la montée de la côte de la Mûre, dernière ascension répertoriée du jour. Son avance croît régulièrement et il franchit la ligne d'arrivée en vainqueur avec près de deux minutes d'avance sur ses premiers poursuivants. Le maillot jaune Wout van Aert (Jumbo Visma) s'effondre dans cette côte de la Mûre, laissant la tunique de leader à son coéquipier Primož Roglič.
| \| Classement de l'étape \| Classement de l'étape \| Classement de l'étape \| Classement de l'étape \| Classement de l'étape \| \| Coureur \| Coureur \| Pays \| Équipe \| Temps \| \| --------------------- \| --------------------- \| --------------------- \| --------------------- \| --------------------- \| \| 1er \| Brandon McNulty \| États-Unis \| UAE Team Emirates \| 4 h 53 min 30 s \| \| 2e \| Franck Bonnamour \| France \| B&B Hotels-KTM \| + 1 min 58 s \| \| 3e \| Matteo Jorgenson \| États-Unis \| Movistar Team \| + 1 min 58 s \| \| 4e \| Harm Vanhoucke \| Belgique \| Lotto-Soudal \| + 2 min 30 s \| \| 5e \| Laurent Pichon \| France \| Arkéa-Samsic \| + 4 min 01 s \| \| 6e \| Anthony Turgis \| France \| TotalEnergies \| + 4 min 02 s \| \| 7e \| Valentin Madouas \| France \| Groupama-FDJ \| + 4 min 57 s \| \| 8e \| Owain Doull \| Royaume-Uni \| EF Education-EasyPost \| + 4 min 57 s \| \| 9e \| Pierre Latour \| France \| TotalEnergies \| + 5 min 43 s \| \| 10e \| Quentin Pacher \| France \| Groupama-FDJ \| + 5 min 43 s \| |                  |             |                       |                 |
| |                  |             |                       |                 |
| Source : ProCyclingStats |                  |             |                       |                 |
| Classement de l'étape |                  |             |                       |                 |
| Coureur | Coureur          | Pays        | Équipe                | Temps           |
| 1er | Brandon McNulty  | États-Unis  | UAE Team Emirates     | 4 h 53 min 30 s |
| 2e | Franck Bonnamour | France      | B&B Hotels-KTM        | + 1 min 58 s    |
| 3e | Matteo Jorgenson | États-Unis  | Movistar Team         | + 1 min 58 s    |
| 4e | Harm Vanhoucke   | Belgique    | Lotto-Soudal          | + 2 min 30 s    |
| 5e | Laurent Pichon   | France      | Arkéa-Samsic          | + 4 min 01 s    |
| 6e | Anthony Turgis   | France      | TotalEnergies         | + 4 min 02 s    |
| 7e | Valentin Madouas | France      | Groupama-FDJ          | + 4 min 57 s    |
| 8e | Owain Doull      | Royaume-Uni | EF Education-EasyPost | + 4 min 57 s    |
| 9e | Pierre Latour    | France      | TotalEnergies         | + 5 min 43 s    |
| 10e | Quentin Pacher   | France      | Groupama-FDJ          | + 5 min 43 s    |

| \| Classement général \| Classement général \| Classement général \| Classement général \| Classement général \| \| Coureur \| Coureur \| Pays \| Équipe \| Temps \| \| ------------------ \| -------------------- \| ------------------ \| ----------------------- \| ------------------ \| \| 1er \| Primož Roglič \| Slovénie \| Jumbo-Visma \| 16 h 50 min 28 s \| \| 2e \| Simon Yates \| Royaume-Uni \| Team BikeExchange-Jayco \| + 39 s \| \| 3e \| Pierre Latour \| France \| TotalEnergies \| + 41 s \| \| 4e \| Daniel Martínez \| Colombie \| Ineos Grenadiers \| + 56 s \| \| 5e \| Aleksandr Vlasov \| Russie \| Bora-Hansgrohe \| + 59 s \| \| 6e \| Adam Yates \| Royaume-Uni \| Ineos Grenadiers \| + 1 min 11 s \| \| 7e \| Søren Kragh Andersen \| Danemark \| Team DSM \| + 1 min 26 s \| \| 8e \| Jack Haig \| Australie \| Bahrain Victorious \| + 1 min 35 s \| \| 9e \| Nairo Quintana \| Colombie \| Arkéa-Samsic \| + 1 min 45 s \| \| 10e \| Ion Izagirre \| Espagne \| Cofidis \| + 2 min 01 s \| |                      |             |                         |                  |
| |                      |             |                         |                  |
| Source : ProCyclingStats |                      |             |                         |                  |
| Classement général |                      |             |                         |                  |
| Coureur | Coureur              | Pays        | Équipe                  | Temps            |
| 1er | Primož Roglič        | Slovénie    | Jumbo-Visma             | 16 h 50 min 28 s |
| 2e | Simon Yates          | Royaume-Uni | Team BikeExchange-Jayco | + 39 s           |
| 3e | Pierre Latour        | France      | TotalEnergies           | + 41 s           |
| 4e | Daniel Martínez      | Colombie    | Ineos Grenadiers        | + 56 s           |
| 5e | Aleksandr Vlasov     | Russie      | Bora-Hansgrohe          | + 59 s           |
| 6e | Adam Yates           | Royaume-Uni | Ineos Grenadiers        | + 1 min 11 s     |
| 7e | Søren Kragh Andersen | Danemark    | Team DSM                | + 1 min 26 s     |
| 8e | Jack Haig            | Australie   | Bahrain Victorious      | + 1 min 35 s     |
| 9e | Nairo Quintana       | Colombie    | Arkéa-Samsic            | + 1 min 45 s     |
| 10e | Ion Izagirre         | Espagne     | Cofidis                 | + 2 min 01 s     |

### 6eétape
Partis à l'attaque depuis le tout début de cette longue étape de plus de 200 kilomètres, six hommes font la course en tête. Ces coureurs sont les Français Valentin Madouas (Groupama FDJ), porteur du maillot à pois et Victor Koretzky (B&B Hotel), le Belge Sébastien Grignard (Lotto Soudal), le champion du  Kazakhstan Yevgeniy Fedorov, le Suisse Johan Jacobs (Movistar) et le Néerlandais Julius van den Berg (EF Education). Les deux derniers fuyards Koretzky et Jacobs sont rattrapés par le Britannique Matthew Holmes (Lotto Soudal) sorti du peloton dans l'ascension du col de l'Espigoulier (11 km à 4,4 %). Mais le trio est repris par le peloton juste après le col. Le Danois Søren Kragh Andersen (Team DSM) essaie de distancer le peloton dans la descente mais il est repris quelques kilomètres plus loin. À une dizaine de kilomètres de l’arrivée, le Français Mathieu Burgaudeau (Total Energies) part seul en tête mais son avance fond en vue de l'arrivée. Il réussit à conserver quelques mètres d'avance en franchissant la ligne d'arrivée devant le peloton emmené par le Danois Mads Pedersen (Trek Segafredo).
| \| Classement de l'étape \| Classement de l'étape \| Classement de l'étape \| Classement de l'étape \| Classement de l'étape \| \| Coureur \| Coureur \| Pays \| Équipe \| Temps \| \| --------------------- \| --------------------- \| --------------------- \| ---------------------------------- \| --------------------- \| \| 1er \| Mathieu Burgaudeau \| France \| TotalEnergies \| 5 h 33 min 06 s \| \| 2e \| Mads Pedersen \| Danemark \| Trek-Segafredo \| + 0 s \| \| 3e \| Wout van Aert \| Belgique \| Jumbo-Visma \| + 0 s \| \| 4e \| Biniam Girmay \| Érythrée \| Intermarché-Wanty-Gobert Matériaux \| + 0 s \| \| 5e \| Bryan Coquard \| France \| Cofidis \| + 0 s \| \| 6e \| Luka Mezgec \| Slovénie \| Team BikeExchange-Jayco \| + 0 s \| \| 7e \| Iván García Cortina \| Espagne \| Movistar Team \| + 0 s \| \| 8e \| Dorian Godon \| France \| AG2R Citroën Team \| + 0 s \| \| 9e \| Florian Sénéchal \| France \| Quick-Step Alpha Vinyl \| + 0 s \| \| 10e \| Luca Mozzato \| Italie \| B&B Hotels-KTM \| + 0 s \| |                     |          |                                    |                 |
| |                     |          |                                    |                 |
| Source : ProCyclingStats |                     |          |                                    |                 |
| Classement de l'étape |                     |          |                                    |                 |
| Coureur | Coureur             | Pays     | Équipe                             | Temps           |
| 1er | Mathieu Burgaudeau  | France   | TotalEnergies                      | 5 h 33 min 06 s |
| 2e | Mads Pedersen       | Danemark | Trek-Segafredo                     | + 0 s           |
| 3e | Wout van Aert       | Belgique | Jumbo-Visma                        | + 0 s           |
| 4e | Biniam Girmay       | Érythrée | Intermarché-Wanty-Gobert Matériaux | + 0 s           |
| 5e | Bryan Coquard       | France   | Cofidis                            | + 0 s           |
| 6e | Luka Mezgec         | Slovénie | Team BikeExchange-Jayco            | + 0 s           |
| 7e | Iván García Cortina | Espagne  | Movistar Team                      | + 0 s           |
| 8e | Dorian Godon        | France   | AG2R Citroën Team                  | + 0 s           |
| 9e | Florian Sénéchal    | France   | Quick-Step Alpha Vinyl             | + 0 s           |
| 10e | Luca Mozzato        | Italie   | B&B Hotels-KTM                     | + 0 s           |

| \| Classement général \| Classement général \| Classement général \| Classement général \| Classement général \| \| Coureur \| Coureur \| Pays \| Équipe \| Temps \| \| ------------------ \| -------------------- \| ------------------ \| ----------------------- \| ------------------ \| \| 1er \| Primož Roglič \| Slovénie \| Jumbo-Visma \| 22 h 23 min 34 s \| \| 2e \| Simon Yates \| Royaume-Uni \| Team BikeExchange-Jayco \| + 39 s \| \| 3e \| Pierre Latour \| France \| TotalEnergies \| + 41 s \| \| 4e \| Daniel Martínez \| Colombie \| Ineos Grenadiers \| + 56 s \| \| 5e \| Aleksandr Vlasov \| Russie \| Bora-Hansgrohe \| + 59 s \| \| 6e \| Adam Yates \| Royaume-Uni \| Ineos Grenadiers \| + 1 min 11 s \| \| 7e \| Søren Kragh Andersen \| Danemark \| Team DSM \| + 1 min 26 s \| \| 8e \| Jack Haig \| Australie \| Bahrain Victorious \| + 1 min 35 s \| \| 9e \| Nairo Quintana \| Colombie \| Arkéa-Samsic \| + 1 min 45 s \| \| 10e \| Ion Izagirre \| Espagne \| Cofidis \| + 2 min 01 s \| |                      |             |                         |                  |
| |                      |             |                         |                  |
| Source : ProCyclingStats |                      |             |                         |                  |
| Classement général |                      |             |                         |                  |
| Coureur | Coureur              | Pays        | Équipe                  | Temps            |
| 1er | Primož Roglič        | Slovénie    | Jumbo-Visma             | 22 h 23 min 34 s |
| 2e | Simon Yates          | Royaume-Uni | Team BikeExchange-Jayco | + 39 s           |
| 3e | Pierre Latour        | France      | TotalEnergies           | + 41 s           |
| 4e | Daniel Martínez      | Colombie    | Ineos Grenadiers        | + 56 s           |
| 5e | Aleksandr Vlasov     | Russie      | Bora-Hansgrohe          | + 59 s           |
| 6e | Adam Yates           | Royaume-Uni | Ineos Grenadiers        | + 1 min 11 s     |
| 7e | Søren Kragh Andersen | Danemark    | Team DSM                | + 1 min 26 s     |
| 8e | Jack Haig            | Australie   | Bahrain Victorious      | + 1 min 35 s     |
| 9e | Nairo Quintana       | Colombie    | Arkéa-Samsic            | + 1 min 45 s     |
| 10e | Ion Izagirre         | Espagne     | Cofidis                 | + 2 min 01 s     |

### 7eétape
En début d'étape, un groupe de dix-huit coureurs se dégage du peloton et fait la course en tête mais sans jamais creuser un écart important sur les poursuivants. À 15 kilomètres du terme, au pied du col de Turini, ultime ascension du jour avec l'arrivée jugée au sommet, les échappés ne sont plus que douze et comptent encore une petite minute d'avance sur le peloton. Le dernier des échappés à être repris par les favoris est l'Autrichien Gregor Mühlberger (Movistar) alors qu'il reste 6 km d'ascension. Le maillot jaune slovène Primož Roglič (Jumbo Visma) et le Colombien Daniel Martinez (Ineos Grenadiers) se portent aussitôt en tête. Mais, à 2,7 kilomètres de l'arrivée, ils voient revenir sur eux le Britannique Simon Yates (Bike Exchange) et le Colombien Nairo Quintana (Arkea Samsic). Aux deux cents mètres, Roglič attaque et file en vainqueur vers la ligne d'arrivée.
| \| Classement de l'étape \| Classement de l'étape \| Classement de l'étape \| Classement de l'étape \| Classement de l'étape \| \| Coureur \| Coureur \| Pays \| Équipe \| Temps \| \| --------------------- \| --------------------- \| --------------------- \| ----------------------- \| --------------------- \| \| 1er \| Primož Roglič \| Slovénie \| Jumbo-Visma \| 4 h 02 min 47 s \| \| 2e \| Daniel Martínez \| Colombie \| Ineos Grenadiers \| + 0 s \| \| 3e \| Simon Yates \| Royaume-Uni \| Team BikeExchange-Jayco \| + 2 s \| \| 4e \| Nairo Quintana \| Colombie \| Arkéa-Samsic \| + 9 s \| \| 5e \| João Almeida \| Portugal \| UAE Team Emirates \| + 11 s \| \| 6e \| Brandon McNulty \| États-Unis \| UAE Team Emirates \| + 25 s \| \| 7e \| Jack Haig \| Australie \| Bahrain Victorious \| + 27 s \| \| 8e \| Adam Yates \| Royaume-Uni \| Ineos Grenadiers \| + 29 s \| \| 9e \| Guillaume Martin \| France \| Cofidis \| + 44 s \| \| 10e \| Wout Poels \| Pays-Bas \| Bahrain Victorious \| + 56 s \| |                  |             |                         |                 |
| |                  |             |                         |                 |
| Source : ProCyclingStats |                  |             |                         |                 |
| Classement de l'étape |                  |             |                         |                 |
| Coureur | Coureur          | Pays        | Équipe                  | Temps           |
| 1er | Primož Roglič    | Slovénie    | Jumbo-Visma             | 4 h 02 min 47 s |
| 2e | Daniel Martínez  | Colombie    | Ineos Grenadiers        | + 0 s           |
| 3e | Simon Yates      | Royaume-Uni | Team BikeExchange-Jayco | + 2 s           |
| 4e | Nairo Quintana   | Colombie    | Arkéa-Samsic            | + 9 s           |
| 5e | João Almeida     | Portugal    | UAE Team Emirates       | + 11 s          |
| 6e | Brandon McNulty  | États-Unis  | UAE Team Emirates       | + 25 s          |
| 7e | Jack Haig        | Australie   | Bahrain Victorious      | + 27 s          |
| 8e | Adam Yates       | Royaume-Uni | Ineos Grenadiers        | + 29 s          |
| 9e | Guillaume Martin | France      | Cofidis                 | + 44 s          |
| 10e | Wout Poels       | Pays-Bas    | Bahrain Victorious      | + 56 s          |

| \| Classement général \| Classement général \| Classement général \| Classement général \| Classement général \| \| Coureur \| Coureur \| Pays \| Équipe \| Temps \| \| ------------------ \| ------------------ \| ------------------ \| ----------------------- \| ------------------ \| \| 1er \| Primož Roglič \| Slovénie \| Jumbo-Visma \| 26 h 26 min 11 s \| \| 2e \| Simon Yates \| Royaume-Uni \| Team BikeExchange-Jayco \| + 47 s \| \| 3e \| Daniel Martínez \| Colombie \| Ineos Grenadiers \| + 1 min 00 s \| \| 4e \| Adam Yates \| Royaume-Uni \| Ineos Grenadiers \| + 1 min 50 s \| \| 5e \| Nairo Quintana \| Colombie \| Arkéa-Samsic \| + 2 min 04 s \| \| 6e \| Jack Haig \| Australie \| Bahrain Victorious \| + 2 min 12 s \| \| 7e \| Aleksandr Vlasov \| Russie \| Bora-Hansgrohe \| + 2 min 22 s \| \| 8e \| Pierre Latour \| France \| TotalEnergies \| + 2 min 56 s \| \| 9e \| Ion Izagirre \| Espagne \| Cofidis \| + 3 min 13 s \| \| 10e \| João Almeida \| Portugal \| UAE Team Emirates \| + 3 min 29 s \| |                  |             |                         |                  |
| |                  |             |                         |                  |
| Source : ProCyclingStats |                  |             |                         |                  |
| Classement général |                  |             |                         |                  |
| Coureur | Coureur          | Pays        | Équipe                  | Temps            |
| 1er | Primož Roglič    | Slovénie    | Jumbo-Visma             | 26 h 26 min 11 s |
| 2e | Simon Yates      | Royaume-Uni | Team BikeExchange-Jayco | + 47 s           |
| 3e | Daniel Martínez  | Colombie    | Ineos Grenadiers        | + 1 min 00 s     |
| 4e | Adam Yates       | Royaume-Uni | Ineos Grenadiers        | + 1 min 50 s     |
| 5e | Nairo Quintana   | Colombie    | Arkéa-Samsic            | + 2 min 04 s     |
| 6e | Jack Haig        | Australie   | Bahrain Victorious      | + 2 min 12 s     |
| 7e | Aleksandr Vlasov | Russie      | Bora-Hansgrohe          | + 2 min 22 s     |
| 8e | Pierre Latour    | France      | TotalEnergies           | + 2 min 56 s     |
| 9e | Ion Izagirre     | Espagne     | Cofidis                 | + 3 min 13 s     |
| 10e | João Almeida     | Portugal    | UAE Team Emirates       | + 3 min 29 s     |

### 8eétape
À 48 kilomètres de l'arrivée, cinq hommes dont quatre du top 5 du classement général s'isolent en tête. Ces coureurs sont le maillot jaune Primož Roglič et son coéquipier maillot vert Wout van Aert (Jumbo Visma), Nairo Quintana (Arkea Samsic), Simon Yates (Bike Exchange) et Daniel Martínez (Ineos Grenadiers). Mais Martínez est victime d'une crevaison à 32 kilomètres du terme et doit laisser partir ses compagnons d'échappée. Dans l'ascension du col d'Eze, Simon Yates réussit à lâcher ses trois adversaires et son avance atteint les 25 secondes. Il est pris en chasse par Roglič bien aidé par van Aert afin de limiter l'écart et conserver le maillot jaune.
| \| Classement de l'étape \| Classement de l'étape \| Classement de l'étape \| Classement de l'étape \| Classement de l'étape \| \| Coureur \| Coureur \| Pays \| Équipe \| Temps \| \| --------------------- \| ---------------------- \| --------------------- \| ----------------------- \| --------------------- \| \| 1er \| Simon Yates \| Royaume-Uni \| Team BikeExchange-Jayco \| 2 h 52 min 59 s \| \| 2e \| Wout van Aert \| Belgique \| Jumbo-Visma \| + 9 s \| \| 3e \| Primož Roglič \| Slovénie \| Jumbo-Visma \| + 9 s \| \| 4e \| Brandon McNulty \| États-Unis \| UAE Team Emirates \| + 1 min 44 s \| \| 5e \| Søren Kragh Andersen \| Danemark \| Team DSM \| + 1 min 44 s \| \| 6e \| Stefan Küng \| Suisse \| Groupama-FDJ \| + 1 min 44 s \| \| 7e \| Aurélien Paret-Peintre \| France \| AG2R Citroën Team \| + 1 min 44 s \| \| 8e \| Adam Yates \| Royaume-Uni \| Ineos Grenadiers \| + 1 min 44 s \| \| 9e \| Wout Poels \| Pays-Bas \| Bahrain Victorious \| + 1 min 44 s \| \| 10e \| Ion Izagirre \| Espagne \| Cofidis \| + 1 min 44 s \| |                        |             |                         |                 |
| |                        |             |                         |                 |
| Source : ProCyclingStats |                        |             |                         |                 |
| Classement de l'étape |                        |             |                         |                 |
| Coureur | Coureur                | Pays        | Équipe                  | Temps           |
| 1er | Simon Yates            | Royaume-Uni | Team BikeExchange-Jayco | 2 h 52 min 59 s |
| 2e | Wout van Aert          | Belgique    | Jumbo-Visma             | + 9 s           |
| 3e | Primož Roglič          | Slovénie    | Jumbo-Visma             | + 9 s           |
| 4e | Brandon McNulty        | États-Unis  | UAE Team Emirates       | + 1 min 44 s    |
| 5e | Søren Kragh Andersen   | Danemark    | Team DSM                | + 1 min 44 s    |
| 6e | Stefan Küng            | Suisse      | Groupama-FDJ            | + 1 min 44 s    |
| 7e | Aurélien Paret-Peintre | France      | AG2R Citroën Team       | + 1 min 44 s    |
| 8e | Adam Yates             | Royaume-Uni | Ineos Grenadiers        | + 1 min 44 s    |
| 9e | Wout Poels             | Pays-Bas    | Bahrain Victorious      | + 1 min 44 s    |
| 10e | Ion Izagirre           | Espagne     | Cofidis                 | + 1 min 44 s    |

## Classements finals
Il est à noter que seulement 59 coureurs ont terminé la course sur les 154 partants soit 38,3 %, un pourcentage particulièrement bas. En effet, Bora-Hansgrohe est la seule équipe où aucun des coureurs n'a terminé, tandis que les équipes Quick-Step Alpha Vinyl, Intermarché-Wanty-Gobert Matériaux, Astana Qazaqstan, Israel-Premier Tech et BikeExchange-Jayco ont un seul coureur qui a terminé. À l'inverse, Ineos Grenadiers et Arkéa-Samsic ont un seul coureur qui n'a pas terminé la course.

### Classement général
| \| Classement général \| Classement général \| Classement général \| Classement général \| Classement général \| \| Coureur \| Coureur \| Pays \| Équipe \| Temps \| \| ------------------ \| ---------------------- \| ------------------ \| ----------------------- \| ------------------ \| \| 1er \| Primož Roglič \| Slovénie \| Jumbo-Visma \| 29 h 19 min 15 s \| \| 2e \| Simon Yates \| Royaume-Uni \| Team BikeExchange-Jayco \| + 29 s \| \| 3e \| Daniel Martínez \| Colombie \| Ineos Grenadiers \| + 2 min 37 s \| \| 4e \| Adam Yates \| Royaume-Uni \| Ineos Grenadiers \| + 3 min 29 s \| \| 5e \| Nairo Quintana \| Colombie \| Arkéa-Samsic \| + 3 min 43 s \| \| 6e \| Jack Haig \| Australie \| Bahrain Victorious \| + 3 min 51 s \| \| 7e \| Ion Izagirre \| Espagne \| Cofidis \| + 4 min 52 s \| \| 8e \| João Almeida \| Portugal \| UAE Team Emirates \| + 5 min 43 s \| \| 9e \| Guillaume Martin \| France \| Cofidis \| + 5 min 48 s \| \| 10e \| Aurélien Paret-Peintre \| France \| AG2R Citroën Team \| + 6 min 32 s \| |                        |             |                         |                  |
| |                        |             |                         |                  |
| Source : ProCyclingStats |                        |             |                         |                  |
| Classement général |                        |             |                         |                  |
| Coureur | Coureur                | Pays        | Équipe                  | Temps            |
| 1er | Primož Roglič          | Slovénie    | Jumbo-Visma             | 29 h 19 min 15 s |
| 2e | Simon Yates            | Royaume-Uni | Team BikeExchange-Jayco | + 29 s           |
| 3e | Daniel Martínez        | Colombie    | Ineos Grenadiers        | + 2 min 37 s     |
| 4e | Adam Yates             | Royaume-Uni | Ineos Grenadiers        | + 3 min 29 s     |
| 5e | Nairo Quintana         | Colombie    | Arkéa-Samsic            | + 3 min 43 s     |
| 6e | Jack Haig              | Australie   | Bahrain Victorious      | + 3 min 51 s     |
| 7e | Ion Izagirre           | Espagne     | Cofidis                 | + 4 min 52 s     |
| 8e | João Almeida           | Portugal    | UAE Team Emirates       | + 5 min 43 s     |
| 9e | Guillaume Martin       | France      | Cofidis                 | + 5 min 48 s     |
| 10e | Aurélien Paret-Peintre | France      | AG2R Citroën Team       | + 6 min 32 s     |

| Classement par points | Classement par points | Classement par points | Classement par points   | Classement par points |
| Coureur               | Coureur               | Pays                  | Équipe                  | Points                |
| --------------------- | --------------------- | --------------------- | ----------------------- | --------------------- |
| 1er                   | Wout van Aert         | Belgique              | Jumbo-Visma             | 72 pts                |
| 2e                    | Primož Roglič         | Slovénie              | Jumbo-Visma             | 50 pts                |
| 3e                    | Mads Pedersen         | Danemark              | Trek-Segafredo          | 44 pts                |
| 4e                    | Simon Yates           | Royaume-Uni           | Team BikeExchange-Jayco | 33 pts                |
| 5e                    | Brandon McNulty       | États-Unis            | UAE Team Emirates       | 31 pts                |
| 6e                    | Christophe Laporte    | France                | Jumbo-Visma             | 29 pts                |
| 7e                    | Mathieu Burgaudeau    | France                | TotalEnergies           | 18 pts                |
| 8e                    | Bryan Coquard         | France                | Cofidis                 | 18 pts                |
| 9e                    | Pierre Latour         | France                | TotalEnergies           | 16 pts                |
| 10e                   | Franck Bonnamour      | France                | B&B Hotels-KTM          | 16 pts                |

| Classement par points | Classement par points | Classement par points | Classement par points   | Classement par points |
| Coureur               | Coureur               | Pays                  | Équipe                  | Points                |
| --------------------- | --------------------- | --------------------- | ----------------------- | --------------------- |
| 1er                   | Wout van Aert         | Belgique              | Jumbo-Visma             | 72 pts                |
| 2e                    | Primož Roglič         | Slovénie              | Jumbo-Visma             | 50 pts                |
| 3e                    | Mads Pedersen         | Danemark              | Trek-Segafredo          | 44 pts                |
| 4e                    | Simon Yates           | Royaume-Uni           | Team BikeExchange-Jayco | 33 pts                |
| 5e                    | Brandon McNulty       | États-Unis            | UAE Team Emirates       | 31 pts                |
| 6e                    | Christophe Laporte    | France                | Jumbo-Visma             | 29 pts                |
| 7e                    | Mathieu Burgaudeau    | France                | TotalEnergies           | 18 pts                |
| 8e                    | Bryan Coquard         | France                | Cofidis                 | 18 pts                |
| 9e                    | Pierre Latour         | France                | TotalEnergies           | 16 pts                |
| 10e                   | Franck Bonnamour      | France                | B&B Hotels-KTM          | 16 pts                |

| Classement de la montagne | Classement de la montagne | Classement de la montagne | Classement de la montagne | Classement de la montagne |
| Coureur                   | Coureur                   | Pays                      | Équipe                    | Points                    |
| ------------------------- | ------------------------- | ------------------------- | ------------------------- | ------------------------- |
| 1er                       | Valentin Madouas          | France                    | Groupama-FDJ              | 44 pts                    |
| 2e                        | Wout van Aert             | Belgique                  | Jumbo-Visma               | 24 pts                    |
| 3e                        | Primož Roglič             | Slovénie                  | Jumbo-Visma               | 22 pts                    |
| 4e                        | Harm Vanhoucke            | Belgique                  | Lotto-Soudal              | 20 pts                    |
| 5e                        | Simon Yates               | Royaume-Uni               | Team BikeExchange-Jayco   | 14 pts                    |
| 6e                        | Quentin Pacher            | France                    | Groupama-FDJ              | 13 pts                    |
| 7e                        | Brandon McNulty           | États-Unis                | UAE Team Emirates         | 12 pts                    |
| 8e                        | Daniel Martínez           | Colombie                  | Ineos Grenadiers          | 11 pts                    |
| 9e                        | Victor Koretzky           | France                    | B&B Hotels-KTM            | 9 pts                     |
| 10e                       | Rohan Dennis              | Australie                 | Jumbo-Visma               | 7 pts                     |

| Classement de la montagne | Classement de la montagne | Classement de la montagne | Classement de la montagne | Classement de la montagne |
| Coureur                   | Coureur                   | Pays                      | Équipe                    | Points                    |
| ------------------------- | ------------------------- | ------------------------- | ------------------------- | ------------------------- |
| 1er                       | Valentin Madouas          | France                    | Groupama-FDJ              | 44 pts                    |
| 2e                        | Wout van Aert             | Belgique                  | Jumbo-Visma               | 24 pts                    |
| 3e                        | Primož Roglič             | Slovénie                  | Jumbo-Visma               | 22 pts                    |
| 4e                        | Harm Vanhoucke            | Belgique                  | Lotto-Soudal              | 20 pts                    |
| 5e                        | Simon Yates               | Royaume-Uni               | Team BikeExchange-Jayco   | 14 pts                    |
| 6e                        | Quentin Pacher            | France                    | Groupama-FDJ              | 13 pts                    |
| 7e                        | Brandon McNulty           | États-Unis                | UAE Team Emirates         | 12 pts                    |
| 8e                        | Daniel Martínez           | Colombie                  | Ineos Grenadiers          | 11 pts                    |
| 9e                        | Victor Koretzky           | France                    | B&B Hotels-KTM            | 9 pts                     |
| 10e                       | Rohan Dennis              | Australie                 | Jumbo-Visma               | 7 pts                     |

| Classement du meilleur jeune | Classement du meilleur jeune | Classement du meilleur jeune | Classement du meilleur jeune       | Classement du meilleur jeune |
| Coureur                      | Coureur                      | Pays                         | Équipe                             | Temps                        |
| ---------------------------- | ---------------------------- | ---------------------------- | ---------------------------------- | ---------------------------- |
| 1er                          | João Almeida                 | Portugal                     | UAE Team Emirates                  | 29 h 24 min 58 s             |
| 2e                           | Andreas Leknessund           | Norvège                      | Team DSM                           | + 2 min 30 s                 |
| 3e                           | Brandon McNulty              | États-Unis                   | UAE Team Emirates                  | + 4 min 22 s                 |
| 4e                           | Georg Zimmermann             | Allemagne                    | Intermarché-Wanty-Gobert Matériaux | + 20 min 45 s                |
| 5e                           | Fred Wright                  | Royaume-Uni                  | Bahrain Victorious                 | + 28 min 09 s                |
| 6e                           | Mathieu Burgaudeau           | France                       | TotalEnergies                      | + 30 min 05 s                |
| 7e                           | Finn Fisher-Black            | Nouvelle-Zélande             | UAE Team Emirates                  | + 41 min 50 s                |
| 8e                           | Simon Guglielmi              | France                       | Arkéa-Samsic                       | + 1 h 13 min 32 s            |
| 9e                           | Matîs Louvel                 | France                       | Arkéa-Samsic                       | + 1 h 26 min 09 s            |
| 10e                          | Tobias Bayer                 | Autriche                     | Alpecin-Fenix                      | + 1 h 02 min 59 s            |

| Classement du meilleur jeune | Classement du meilleur jeune | Classement du meilleur jeune | Classement du meilleur jeune       | Classement du meilleur jeune |
| Coureur                      | Coureur                      | Pays                         | Équipe                             | Temps                        |
| ---------------------------- | ---------------------------- | ---------------------------- | ---------------------------------- | ---------------------------- |
| 1er                          | João Almeida                 | Portugal                     | UAE Team Emirates                  | 29 h 24 min 58 s             |
| 2e                           | Andreas Leknessund           | Norvège                      | Team DSM                           | + 2 min 30 s                 |
| 3e                           | Brandon McNulty              | États-Unis                   | UAE Team Emirates                  | + 4 min 22 s                 |
| 4e                           | Georg Zimmermann             | Allemagne                    | Intermarché-Wanty-Gobert Matériaux | + 20 min 45 s                |
| 5e                           | Fred Wright                  | Royaume-Uni                  | Bahrain Victorious                 | + 28 min 09 s                |
| 6e                           | Mathieu Burgaudeau           | France                       | TotalEnergies                      | + 30 min 05 s                |
| 7e                           | Finn Fisher-Black            | Nouvelle-Zélande             | UAE Team Emirates                  | + 41 min 50 s                |
| 8e                           | Simon Guglielmi              | France                       | Arkéa-Samsic                       | + 1 h 13 min 32 s            |
| 9e                           | Matîs Louvel                 | France                       | Arkéa-Samsic                       | + 1 h 26 min 09 s            |
| 10e                          | Tobias Bayer                 | Autriche                     | Alpecin-Fenix                      | + 1 h 02 min 59 s            |

| Classement par équipes | Classement par équipes | Classement par équipes | Classement par équipes |
| Équipe                 | Équipe                 | Pays                   | Temps                  |
| ---------------------- | ---------------------- | ---------------------- | ---------------------- |
| 1re                    | UAE Team Emirates      | Émirats arabes unis    | 88 h 19 min 56 s       |
| 2e                     | Ineos Grenadiers       | Royaume-Uni            | + 7 min 32 s           |
| 3e                     | Jumbo-Visma            | Pays-Bas               | + 13 min 10 s          |
| 4e                     | Bahrain Victorious     | Bahreïn                | + 20 min 33 s          |
| 5e                     | Trek-Segafredo         | États-Unis             | + 37 min 31 s          |
| 6e                     | TotalEnergies          | France                 | + 38 min 40 s          |
| 7e                     | Movistar Team          | Espagne                | + 44 min 16 s          |
| 8e                     | Arkéa-Samsic           | France                 | + 49 min 51 s          |
| 9e                     | Team DSM               | Pays-Bas               | + 50 min 24 s          |
| 10e                    | Groupama-FDJ           | France                 | + 53 min 50 s          |

| Classement par équipes | Classement par équipes | Classement par équipes | Classement par équipes |
| Équipe                 | Équipe                 | Pays                   | Temps                  |
| ---------------------- | ---------------------- | ---------------------- | ---------------------- |
| 1re                    | UAE Team Emirates      | Émirats arabes unis    | 88 h 19 min 56 s       |
| 2e                     | Ineos Grenadiers       | Royaume-Uni            | + 7 min 32 s           |
| 3e                     | Jumbo-Visma            | Pays-Bas               | + 13 min 10 s          |
| 4e                     | Bahrain Victorious     | Bahreïn                | + 20 min 33 s          |
| 5e                     | Trek-Segafredo         | États-Unis             | + 37 min 31 s          |
| 6e                     | TotalEnergies          | France                 | + 38 min 40 s          |
| 7e                     | Movistar Team          | Espagne                | + 44 min 16 s          |
| 8e                     | Arkéa-Samsic           | France                 | + 49 min 51 s          |
| 9e                     | Team DSM               | Pays-Bas               | + 50 min 24 s          |
| 10e                    | Groupama-FDJ           | France                 | + 53 min 50 s          |

## Classement UCI
La course attribue des points au Classement mondial UCI 2022 selon le barème suivant :
| Position           | 1er | 2e  | 3e  | 4e  | 5e  | 6e  | 7e  | 8e  | 9e  | 10e | 11e | 12e | 13e | 14e | 15e | 16e à 20e | 21e à 30e | 31e à 50e | 51e à 55e | 56e à 60e |
| Classement général | 500 | 400 | 325 | 275 | 225 | 175 | 150 | 125 | 100 | 80  | 70  | 60  | 50  | 40  | 35  | 30        | 20        | 10        | 5         | 3         |
| Par étapes         | 60  | 25  | 10  |     |     |     |     |     |     |     |     |     |     |     |     |           |           |           |           |           |
| Leader             | 10  |     |     |     |     |     |     |     |     |     |     |     |     |     |     |           |           |           |           |           |

## Évolution des classements
| Étape              | Vainqueur          | Classement général | Classement par points | Classement de la montagne | Classement du meilleur jeune | Classement par équipes | Prix de la Combativité |
| ------------------ | ------------------ | ------------------ | --------------------- | ------------------------- | ---------------------------- | ---------------------- | ---------------------- |
| 1                  | Christophe Laporte | Christophe Laporte | Christophe Laporte    | Matthew Holmes            | Biniam Girmay                | Jumbo-Visma            | Matthew Holmes         |
| 2                  | Fabio Jakobsen     | Christophe Laporte | Christophe Laporte    | Matthew Holmes            | Stan Dewulf                  | Jumbo-Visma            | Philippe Gilbert       |
| 3                  | Mads Pedersen      | Christophe Laporte | Wout van Aert         | Matthew Holmes            | Stan Dewulf                  | Jumbo-Visma            | Alexis Gougeard        |
| 4                  | Wout van Aert      | Wout van Aert      | Wout van Aert         | Matthew Holmes            | Stefan Bissegger             | Jumbo-Visma            | non-attribué           |
| 5                  | Brandon McNulty    | Primož Roglič      | Wout van Aert         | Valentin Madouas          | Matteo Jorgenson             | UAE Team Emirates      | Brandon McNulty        |
| 6                  | Mathieu Burgaudeau | Primož Roglič      | Wout van Aert         | Valentin Madouas          | Matteo Jorgenson             | TotalEnergies          | Victor Koretzky        |
| 7                  | Primož Roglič      | Primož Roglič      | Wout van Aert         | Valentin Madouas          | João Almeida                 | UAE Team Emirates      | Gregor Mühlberger      |
| 8                  | Simon Yates        | Primož Roglič      | Wout van Aert         | Valentin Madouas          | João Almeida                 | UAE Team Emirates      | Simon Yates            |
| Classements finals | Classements finals | Primož Roglič      | Wout van Aert         | Valentin Madouas          | João Almeida                 | UAE Team Emirates      | non-attribué           |

## Liste des participants
- Liste de départ complète

| Légende                             | Légende                                                                                         | Légende                         | Légende                                                                                                  |
| ----------------------------------- | ----------------------------------------------------------------------------------------------- | ------------------------------- | --- |
| Num                                 | Dossard de départ porté par le coureur sur ce Paris-Nice                                        | Pos                             | Position finale au classement général                                                                    |
| Leader du classement général        | Indique le vainqueur du classement général                                                      | Leader du classement par points | Indique le vainqueur du classement par points                                                            |
| Leader du classement de la montagne | Indique le vainqueur du classement de la montagne                                               |                                 | Indique un maillot de champion national ou mondial, suivi de sa spécialité                               |
| #                                   | Indique la meilleure équipe                                                                     | NP                              | Indique un coureur qui n'a pas pris le départ d'une étape, suivi du numéro de l'étape où il s'est retiré |
| AB                                  | Indique un coureur qui n'a pas terminé une étape, suivi du numéro de l'étape où il s'est retiré | HD                              | Indique un coureur qui a terminé une étape hors des délais, suivi du numéro de l'étape                   |
| DSQ                                 | Indique un coureur qui a été disqualifié de la course, suivi du numéro de l'étape               |                                 | |

| Bora-Hansgrohe BOH                  | Bora-Hansgrohe BOH                  | Bora-Hansgrohe BOH |
| ----------------------------------- | ----------------------------------- | ------------------ |
| Num                                 | Coureur                             | Pos                |
| 1                                   | Maximilian Schachmann (GER) (route) | NP-4               |
| 2                                   | Sam Bennett (IRL)                   | AB-8               |
| 3                                   | Felix Großschartner (AUT)           | AB-1               |
| 4                                   | Ryan Mullen (IRL) (route et chrono) | AB-8               |
| 5                                   | Nils Politt (GER)                   | NP-5               |
| 6                                   | Danny van Poppel (NED)              | AB-8               |
| 7                                   | Aleksandr Vlasov (RUS) (chrono)     | AB-8               |
| Directeur sportif : Torsten Schmidt |                                     |                    |

| Cofidis COF                        | Cofidis COF                 | Cofidis COF |
| ---------------------------------- | --------------------------- | ----------- |
| Num                                | Coureur                     | Pos         |
| 11                                 | Guillaume Martin (FRA)      | 9e          |
| 12                                 | Tom Bohli (SUI)             | AB-5        |
| 13                                 | Bryan Coquard (FRA)         | AB-8        |
| 14                                 | Rubén Fernández (ESP)       | AB-6        |
| 15                                 | Simon Geschke (GER)         | NP-6        |
| 16                                 | Ion Izagirre (ESP) (chrono) | 7e          |
| 17                                 | Max Walscheid (GER)         | NP-7        |
| Directeur sportif : Alain Deloeuil |                             |             |

| Jumbo-Visma TJV                      | Jumbo-Visma TJV             | Jumbo-Visma TJV |
| ------------------------------------ | --------------------------- | --------------- |
| Num                                  | Coureur                     | Pos             |
| 21                                   | Primož Roglič (SLO)         | 1er             |
| 22                                   | Rohan Dennis (AUS) (chrono) | AB-8            |
| 23                                   | Steven Kruijswijk (NED)     | 26e             |
| 24                                   | Christophe Laporte (FRA)    | AB-8            |
| 25                                   | Mike Teunissen (NED)        | AB-7            |
| 26                                   | Wout van Aert (BEL) (route) | 32e             |
| 27                                   | Nathan Van Hooydonck (BEL)  | AB-8            |
| Directeur sportif : Grischa Niermann |                             |                 |

| Arkéa-Samsic ARK              | Arkéa-Samsic ARK      | Arkéa-Samsic ARK |
| ----------------------------- | --------------------- | ---------------- |
| Num                           | Coureur               | Pos              |
| 31                            | Nairo Quintana (COL)  | 5e               |
| 32                            | Amaury Capiot (BEL)   | NP-5             |
| 33                            | Nicolas Edet (FRA)    | 36e              |
| 34                            | Simon Guglielmi (FRA) | 54e              |
| 35                            | Matîs Louvel (FRA)    | 56e              |
| 36                            | Laurent Pichon (FRA)  | 40e              |
| 37                            | Connor Swift (GBR)    | 43e              |
| Directeur sportif : Yvon Caër |                       |                  |

| Ineos Grenadiers IGD               | Ineos Grenadiers IGD           | Ineos Grenadiers IGD |
| ---------------------------------- | ------------------------------ | -------------------- |
| Num                                | Coureur                        | Pos                  |
| 41                                 | Adam Yates (GBR)               | 4e                   |
| 42                                 | Andrey Amador (CRC)            | 59e                  |
| 43                                 | Omar Fraile (ESP) (route)      | 42e                  |
| 44                                 | Ethan Hayter (GBR) (chrono)    | 45e                  |
| 45                                 | Daniel Martínez (COL) (chrono) | 3e                   |
| 46                                 | Luke Rowe (GBR)                | AB-8                 |
| 47                                 | Dylan van Baarle (NED)         | 25e                  |
| Directeur sportif : Servais Knaven |                                |                      |

| Astana Qazaqstan Team AST           | Astana Qazaqstan Team AST      | Astana Qazaqstan Team AST |
| ----------------------------------- | ------------------------------ | ------------------------- |
| Num                                 | Coureur                        | Pos                       |
| 51                                  | Samuele Battistella (ITA)      | AB-3                      |
| 52                                  | Stefan de Bod (RSA)            | AB-7                      |
| 53                                  | David de la Cruz (ESP)         | NP-8                      |
| 54                                  | Yevgeniy Fedorov (KAZ) (route) | NP-7                      |
| 55                                  | Fabio Felline (ITA)            | 28e                       |
| 56                                  | Dmitriy Gruzdev (KAZ)          | NP-6                      |
| 57                                  | Yuriy Natarov (KAZ)            | AB-3                      |
| Directeur sportif : Alexandr Shefer |                                |                           |

| Bahrain Victorious TBV               | Bahrain Victorious TBV        | Bahrain Victorious TBV |
| ------------------------------------ | ----------------------------- | ---------------------- |
| Num                                  | Coureur                       | Pos                    |
| 61                                   | Sonny Colbrelli (ITA) (route) | NP-2                   |
| 62                                   | Jack Haig (AUS)               | 6e                     |
| 63                                   | Gino Mäder (SUI)              | NP-5                   |
| 64                                   | Domen Novak (SLO)             | AB-8                   |
| 65                                   | Wout Poels (NED)              | 15e                    |
| 66                                   | Luis León Sánchez (ESP)       | AB-5                   |
| 67                                   | Fred Wright (GBR)             | 30e                    |
| Directeur sportif : Enrico Poitschke |                               |                        |

| Groupama-FDJ GFC                     | Groupama-FDJ GFC                      | Groupama-FDJ GFC |
| ------------------------------------ | ------------------------------------- | ---------------- |
| Num                                  | Coureur                               | Pos              |
| 71                                   | David Gaudu (FRA)                     | NP-8             |
| 72                                   | Kevin Geniets (LUX) (route et chrono) | NP-7             |
| 73                                   | Stefan Küng (SUI) (chrono)            | 21e              |
| 74                                   | Olivier Le Gac (FRA)                  | 48e              |
| 75                                   | Valentin Madouas (FRA)                | 51e              |
| 76                                   | Quentin Pacher (FRA)                  | 19e              |
| 77                                   | Michael Storer (AUS)                  | NP-7             |
| Directeur sportif : Philippe Mauduit |                                       |                  |

| UAE Team Emirates UAD              | UAE Team Emirates UAD       | UAE Team Emirates UAD |
| ---------------------------------- | --------------------------- | --------------------- |
| Num                                | Coureur                     | Pos                   |
| 81                                 | Brandon McNulty (USA)       | 12e                   |
| 82                                 | Alexys Brunel (FRA)         | AB-5                  |
| 83                                 | Finn Fisher-Black (NZL)     | 38e                   |
| 84                                 | João Almeida (POR) (chrono) | 8e                    |
| 85                                 | Sebastián Molano (COL)      | AB-8                  |
| 86                                 | Jan Polanc (SLO)            | AB-6                  |
| 87                                 | Matteo Trentin (ITA)        | NP-5                  |
| Directeur sportif : Fabrizio Guidi |                             |                       |

| AG2R Citroën Team ACT                | AG2R Citroën Team ACT        | AG2R Citroën Team ACT |
| ------------------------------------ | ---------------------------- | --------------------- |
| Num                                  | Coureur                      | Pos                   |
| 91                                   | Ben O'Connor (AUS)           | NP-4                  |
| 92                                   | Clément Champoussin (FRA)    | NP-5                  |
| 93                                   | Stan Dewulf (BEL)            | AB-5                  |
| 94                                   | Dorian Godon (FRA)           | 34e                   |
| 95                                   | Oliver Naesen (BEL)          | AB-7                  |
| 96                                   | Aurélien Paret-Peintre (FRA) | 10e                   |
| 97                                   | Damien Touzé (FRA)           | NP-8                  |
| Directeur sportif : Stéphane Goubert |                              |                       |

| Trek-Segafredo TFS                  | Trek-Segafredo TFS     | Trek-Segafredo TFS |
| ----------------------------------- | ---------------------- | ------------------ |
| Num                                 | Coureur                | Pos                |
| 101                                 | Bauke Mollema (NED)    | 18e                |
| 102                                 | Julien Bernard (FRA)   | 44e                |
| 103                                 | Markus Hoelgaard (NOR) | NP-6               |
| 104                                 | Alex Kirsch (LUX)      | 22e                |
| 105                                 | Mads Pedersen (DEN)    | 35e                |
| 106                                 | Jasper Stuyven (BEL)   | 37e                |
| 107                                 | Otto Vergaerde (BEL)   | AB-8               |
| Directeur sportif : Steven de Jongh |                        |                    |

| Quick-Step Alpha Vinyl QST     | Quick-Step Alpha Vinyl QST | Quick-Step Alpha Vinyl QST |
| ------------------------------ | -------------------------- | -------------------------- |
| Num                            | Coureur                    | Pos                        |
| 111                            | Fabio Jakobsen (NED)       | AB-6                       |
| 112                            | Iljo Keisse (BEL)          | AB-8                       |
| 113                            | Yves Lampaert (BEL)        | NP-5                       |
| 114                            | Michael Mørkøv (DEN)       | AB-8                       |
| 115                            | Florian Sénéchal (FRA)     | AB-7                       |
| 116                            | Zdeněk Štybar (CZE)        | NP-5                       |
| 117                            | Mauri Vansevenant (BEL)    | 20e                        |
| Directeur sportif : Tom Steels |                            |                            |

| Team BikeExchange-Jayco BEX       | Team BikeExchange-Jayco BEX | Team BikeExchange-Jayco BEX |
| --------------------------------- | --------------------------- | --------------------------- |
| Num                               | Coureur                     | Pos                         |
| 121                               | Simon Yates (GBR)           | 2e                          |
| 122                               | Luke Durbridge (AUS)        | NP-6                        |
| 123                               | Dylan Groenewegen (NED)     | NP-5                        |
| 124                               | Lucas Hamilton (AUS)        | NP-8                        |
| 125                               | Luka Mezgec (SLO)           | NP-8                        |
| 126                               | Nick Schultz (AUS)          | AB-8                        |
| 127                               | Campbell Stewart (NZL)      | AB-8                        |
| Directeur sportif : Matthew White |                             |                             |

| Movistar Team MOV                              | Movistar Team MOV         | Movistar Team MOV |
| ---------------------------------------------- | ------------------------- | ----------------- |
| Num                                            | Coureur                   | Pos               |
| 131                                            | Matteo Jorgenson (USA)    | NP-8              |
| 132                                            | Imanol Erviti (ESP)       | 39e               |
| 133                                            | Iván García Cortina (ESP) | 46e               |
| 134                                            | Gorka Izagirre (ESP)      | 29e               |
| 135                                            | Johan Jacobs (SUI)        | NP-8              |
| 136                                            | Gregor Mühlberger (AUT)   | AB-8              |
| 137                                            | Albert Torres (ESP)       | 52e               |
| Directeur sportif : José Vicente García Acosta |                           |                   |

| Team DSM DSM                    | Team DSM DSM               | Team DSM DSM |
| ------------------------------- | -------------------------- | ------------ |
| Num                             | Coureur                    | Pos          |
| 141                             | Søren Kragh Andersen (DEN) | 17e          |
| 142                             | Cees Bol (NED)             | AB-7         |
| 143                             | John Degenkolb (GER)       | 41e          |
| 144                             | Nico Denz (GER)            | 58e          |
| 145                             | Nils Eekhoff (NED)         | AB-2         |
| 146                             | Andreas Leknessund (NOR)   | 11e          |
| 147                             | Kevin Vermaerke (USA)      | NP-5         |
| Directeur sportif : Philip West |                            |              |

| Lotto-Soudal LTS                   | Lotto-Soudal LTS         | Lotto-Soudal LTS |
| ---------------------------------- | ------------------------ | ---------------- |
| Num                                | Coureur                  | Pos              |
| 151                                | Philippe Gilbert (BEL)   | AB-8             |
| 152                                | Steff Cras (BEL)         | 16e              |
| 153                                | Thomas De Gendt (BEL)    | AB-8             |
| 154                                | Frederik Frison (BEL)    | 55e              |
| 155                                | Sébastien Grignard (BEL) | AB-8             |
| 156                                | Matthew Holmes (GBR)     | NP-8             |
| 157                                | Harm Vanhoucke (BEL)     | AB-8             |
| Directeur sportif : Maxime Monfort |                          |                  |

| EF Education-EasyPost EFE         | EF Education-EasyPost EFE | EF Education-EasyPost EFE |
| --------------------------------- | ------------------------- | ------------------------- |
| Num                               | Coureur                   | Pos                       |
| 161                               | Stefan Bissegger (SUI)    | NP-5                      |
| 162                               | Simon Carr (GBR)          | AB-8                      |
| 163                               | Owain Doull (GBR)         | 47e                       |
| 164                               | Jens Keukeleire (BEL)     | NP-5                      |
| 165                               | Neilson Powless (USA)     | NP-5                      |
| 166                               | Julius van den Berg (NED) | 53e                       |
| 167                               | Łukasz Wiśniowski (POL)   | AB-5                      |
| Directeur sportif : Andreas Klier |                           |                           |

| TotalEnergies TEN                     | TotalEnergies TEN        | TotalEnergies TEN |
| ------------------------------------- | ------------------------ | ----------------- |
| Num                                   | Coureur                  | Pos               |
| 171                                   | Pierre Latour (FRA)      | 14e               |
| 172                                   | Niccolò Bonifazio (ITA)  | AB-8              |
| 173                                   | Mathieu Burgaudeau (FRA) | 31e               |
| 174                                   | Fabien Doubey (FRA)      | 27e               |
| 175                                   | Geoffrey Soupe (FRA)     | NP-7              |
| 176                                   | Anthony Turgis (FRA)     | NP-7              |
| 177                                   | Alexis Vuillermoz (FRA)  | AB-7              |
| Directeur sportif : Dominique Arnould |                          |                   |

| Intermarché-Wanty-Gobert Matériaux IWG       | Intermarché-Wanty-Gobert Matériaux IWG | Intermarché-Wanty-Gobert Matériaux IWG |
| -------------------------------------------- | -------------------------------------- | -------------------------------------- |
| Num                                          | Coureur                                | Pos                                    |
| 181                                          | Biniam Girmay (ERI)                    | AB-7                                   |
| 182                                          | Dimitri Claeys (BEL)                   | NP-7                                   |
| 183                                          | Aimé De Gendt (BEL)                    | AB-6                                   |
| 184                                          | Baptiste Planckaert (BEL)              | NP-6                                   |
| 185                                          | Rein Taaramäe (EST) (chrono)           | AB-8                                   |
| 186                                          | Loïc Vliegen (BEL)                     | AB-8                                   |
| 187                                          | Georg Zimmermann (GER)                 | 23e                                    |
| Directeur sportif : Hilaire Van der Schueren |                                        |                                        |

| Israel-Premier Tech IPT         | Israel-Premier Tech IPT          | Israel-Premier Tech IPT |
| ------------------------------- | -------------------------------- | ----------------------- |
| Num                             | Coureur                          | Pos                     |
| 191                             | Carl Fredrik Hagen (NOR)         | NP-5                    |
| 192                             | Rudy Barbier (FRA)               | NP-2                    |
| 193                             | Guillaume Boivin (CAN) (route)   | NP-3                    |
| 194                             | Hugo Houle (CAN)                 | 13e                     |
| 195                             | James Piccoli (CAN)              | NP-5                    |
| 196                             | Mads Würtz Schmidt (DEN) (route) | AB-2                    |
| 197                             | Tom Van Asbroeck (BEL)           | NP-5                    |
| Directeur sportif : Steve Bauer |                                  |                         |

| Alpecin-Fenix AFC                   | Alpecin-Fenix AFC       | Alpecin-Fenix AFC |
| ----------------------------------- | ----------------------- | ----------------- |
| Num                                 | Coureur                 | Pos               |
| 201                                 | Jasper Philipsen (BEL)  | NP-6              |
| 202                                 | Tobias Bayer (AUT)      | 50e               |
| 203                                 | Silvan Dillier (SUI)    | 33e               |
| 204                                 | Senne Leysen (BEL)      | 57e               |
| 205                                 | Jonas Rickaert (BEL)    | NP-5              |
| 206                                 | Kristian Sbaragli (ITA) | NP-5              |
| 207                                 | Jay Vine (AUS)          | NP-5              |
| Directeur sportif : Gianni Meersman |                         |                   |

| B&B Hotels-KTM BBK                  | B&B Hotels-KTM BBK     | B&B Hotels-KTM BBK |
| ----------------------------------- | ---------------------- | ------------------ |
| Num                                 | Coureur                | Pos                |
| 211                                 | Franck Bonnamour (FRA) | 24e                |
| 212                                 | Alexis Gougeard (FRA)  | AB-8               |
| 213                                 | Victor Koretzky (FRA)  | 49e                |
| 214                                 | Jérémy Lecroq (FRA)    | NP-8               |
| 215                                 | Cyril Lemoine (FRA)    | AB-8               |
| 216                                 | Luca Mozzato (ITA)     | AB-8               |
| 217                                 | Jordi Warlop (BEL)     | AB-6               |
| Directeur sportif : Samuel Dumoulin |                        |                    |

| Bora-Hansgrohe BOH                  | Bora-Hansgrohe BOH                  | Bora-Hansgrohe BOH |
| ----------------------------------- | ----------------------------------- | ------------------ |
| Num                                 | Coureur                             | Pos                |
| 1                                   | Maximilian Schachmann (GER) (route) | NP-4               |
| 2                                   | Sam Bennett (IRL)                   | AB-8               |
| 3                                   | Felix Großschartner (AUT)           | AB-1               |
| 4                                   | Ryan Mullen (IRL) (route et chrono) | AB-8               |
| 5                                   | Nils Politt (GER)                   | NP-5               |
| 6                                   | Danny van Poppel (NED)              | AB-8               |
| 7                                   | Aleksandr Vlasov (RUS) (chrono)     | AB-8               |
| Directeur sportif : Torsten Schmidt |                                     |                    |

| Cofidis COF                        | Cofidis COF                 | Cofidis COF |
| ---------------------------------- | --------------------------- | ----------- |
| Num                                | Coureur                     | Pos         |
| 11                                 | Guillaume Martin (FRA)      | 9e          |
| 12                                 | Tom Bohli (SUI)             | AB-5        |
| 13                                 | Bryan Coquard (FRA)         | AB-8        |
| 14                                 | Rubén Fernández (ESP)       | AB-6        |
| 15                                 | Simon Geschke (GER)         | NP-6        |
| 16                                 | Ion Izagirre (ESP) (chrono) | 7e          |
| 17                                 | Max Walscheid (GER)         | NP-7        |
| Directeur sportif : Alain Deloeuil |                             |             |

| Jumbo-Visma TJV                      | Jumbo-Visma TJV             | Jumbo-Visma TJV |
| ------------------------------------ | --------------------------- | --------------- |
| Num                                  | Coureur                     | Pos             |
| 21                                   | Primož Roglič (SLO)         | 1er             |
| 22                                   | Rohan Dennis (AUS) (chrono) | AB-8            |
| 23                                   | Steven Kruijswijk (NED)     | 26e             |
| 24                                   | Christophe Laporte (FRA)    | AB-8            |
| 25                                   | Mike Teunissen (NED)        | AB-7            |
| 26                                   | Wout van Aert (BEL) (route) | 32e             |
| 27                                   | Nathan Van Hooydonck (BEL)  | AB-8            |
| Directeur sportif : Grischa Niermann |                             |                 |

| Arkéa-Samsic ARK              | Arkéa-Samsic ARK      | Arkéa-Samsic ARK |
| ----------------------------- | --------------------- | ---------------- |
| Num                           | Coureur               | Pos              |
| 31                            | Nairo Quintana (COL)  | 5e               |
| 32                            | Amaury Capiot (BEL)   | NP-5             |
| 33                            | Nicolas Edet (FRA)    | 36e              |
| 34                            | Simon Guglielmi (FRA) | 54e              |
| 35                            | Matîs Louvel (FRA)    | 56e              |
| 36                            | Laurent Pichon (FRA)  | 40e              |
| 37                            | Connor Swift (GBR)    | 43e              |
| Directeur sportif : Yvon Caër |                       |                  |

| Ineos Grenadiers IGD               | Ineos Grenadiers IGD           | Ineos Grenadiers IGD |
| ---------------------------------- | ------------------------------ | -------------------- |
| Num                                | Coureur                        | Pos                  |
| 41                                 | Adam Yates (GBR)               | 4e                   |
| 42                                 | Andrey Amador (CRC)            | 59e                  |
| 43                                 | Omar Fraile (ESP) (route)      | 42e                  |
| 44                                 | Ethan Hayter (GBR) (chrono)    | 45e                  |
| 45                                 | Daniel Martínez (COL) (chrono) | 3e                   |
| 46                                 | Luke Rowe (GBR)                | AB-8                 |
| 47                                 | Dylan van Baarle (NED)         | 25e                  |
| Directeur sportif : Servais Knaven |                                |                      |

| Astana Qazaqstan Team AST           | Astana Qazaqstan Team AST      | Astana Qazaqstan Team AST |
| ----------------------------------- | ------------------------------ | ------------------------- |
| Num                                 | Coureur                        | Pos                       |
| 51                                  | Samuele Battistella (ITA)      | AB-3                      |
| 52                                  | Stefan de Bod (RSA)            | AB-7                      |
| 53                                  | David de la Cruz (ESP)         | NP-8                      |
| 54                                  | Yevgeniy Fedorov (KAZ) (route) | NP-7                      |
| 55                                  | Fabio Felline (ITA)            | 28e                       |
| 56                                  | Dmitriy Gruzdev (KAZ)          | NP-6                      |
| 57                                  | Yuriy Natarov (KAZ)            | AB-3                      |
| Directeur sportif : Alexandr Shefer |                                |                           |

| Bahrain Victorious TBV               | Bahrain Victorious TBV        | Bahrain Victorious TBV |
| ------------------------------------ | ----------------------------- | ---------------------- |
| Num                                  | Coureur                       | Pos                    |
| 61                                   | Sonny Colbrelli (ITA) (route) | NP-2                   |
| 62                                   | Jack Haig (AUS)               | 6e                     |
| 63                                   | Gino Mäder (SUI)              | NP-5                   |
| 64                                   | Domen Novak (SLO)             | AB-8                   |
| 65                                   | Wout Poels (NED)              | 15e                    |
| 66                                   | Luis León Sánchez (ESP)       | AB-5                   |
| 67                                   | Fred Wright (GBR)             | 30e                    |
| Directeur sportif : Enrico Poitschke |                               |                        |

| Groupama-FDJ GFC                     | Groupama-FDJ GFC                      | Groupama-FDJ GFC |
| ------------------------------------ | ------------------------------------- | ---------------- |
| Num                                  | Coureur                               | Pos              |
| 71                                   | David Gaudu (FRA)                     | NP-8             |
| 72                                   | Kevin Geniets (LUX) (route et chrono) | NP-7             |
| 73                                   | Stefan Küng (SUI) (chrono)            | 21e              |
| 74                                   | Olivier Le Gac (FRA)                  | 48e              |
| 75                                   | Valentin Madouas (FRA)                | 51e              |
| 76                                   | Quentin Pacher (FRA)                  | 19e              |
| 77                                   | Michael Storer (AUS)                  | NP-7             |
| Directeur sportif : Philippe Mauduit |                                       |                  |

| UAE Team Emirates UAD              | UAE Team Emirates UAD       | UAE Team Emirates UAD |
| ---------------------------------- | --------------------------- | --------------------- |
| Num                                | Coureur                     | Pos                   |
| 81                                 | Brandon McNulty (USA)       | 12e                   |
| 82                                 | Alexys Brunel (FRA)         | AB-5                  |
| 83                                 | Finn Fisher-Black (NZL)     | 38e                   |
| 84                                 | João Almeida (POR) (chrono) | 8e                    |
| 85                                 | Sebastián Molano (COL)      | AB-8                  |
| 86                                 | Jan Polanc (SLO)            | AB-6                  |
| 87                                 | Matteo Trentin (ITA)        | NP-5                  |
| Directeur sportif : Fabrizio Guidi |                             |                       |

| AG2R Citroën Team ACT                | AG2R Citroën Team ACT        | AG2R Citroën Team ACT |
| ------------------------------------ | ---------------------------- | --------------------- |
| Num                                  | Coureur                      | Pos                   |
| 91                                   | Ben O'Connor (AUS)           | NP-4                  |
| 92                                   | Clément Champoussin (FRA)    | NP-5                  |
| 93                                   | Stan Dewulf (BEL)            | AB-5                  |
| 94                                   | Dorian Godon (FRA)           | 34e                   |
| 95                                   | Oliver Naesen (BEL)          | AB-7                  |
| 96                                   | Aurélien Paret-Peintre (FRA) | 10e                   |
| 97                                   | Damien Touzé (FRA)           | NP-8                  |
| Directeur sportif : Stéphane Goubert |                              |                       |

| Trek-Segafredo TFS                  | Trek-Segafredo TFS     | Trek-Segafredo TFS |
| ----------------------------------- | ---------------------- | ------------------ |
| Num                                 | Coureur                | Pos                |
| 101                                 | Bauke Mollema (NED)    | 18e                |
| 102                                 | Julien Bernard (FRA)   | 44e                |
| 103                                 | Markus Hoelgaard (NOR) | NP-6               |
| 104                                 | Alex Kirsch (LUX)      | 22e                |
| 105                                 | Mads Pedersen (DEN)    | 35e                |
| 106                                 | Jasper Stuyven (BEL)   | 37e                |
| 107                                 | Otto Vergaerde (BEL)   | AB-8               |
| Directeur sportif : Steven de Jongh |                        |                    |

| Quick-Step Alpha Vinyl QST     | Quick-Step Alpha Vinyl QST | Quick-Step Alpha Vinyl QST |
| ------------------------------ | -------------------------- | -------------------------- |
| Num                            | Coureur                    | Pos                        |
| 111                            | Fabio Jakobsen (NED)       | AB-6                       |
| 112                            | Iljo Keisse (BEL)          | AB-8                       |
| 113                            | Yves Lampaert (BEL)        | NP-5                       |
| 114                            | Michael Mørkøv (DEN)       | AB-8                       |
| 115                            | Florian Sénéchal (FRA)     | AB-7                       |
| 116                            | Zdeněk Štybar (CZE)        | NP-5                       |
| 117                            | Mauri Vansevenant (BEL)    | 20e                        |
| Directeur sportif : Tom Steels |                            |                            |

| Team BikeExchange-Jayco BEX       | Team BikeExchange-Jayco BEX | Team BikeExchange-Jayco BEX |
| --------------------------------- | --------------------------- | --------------------------- |
| Num                               | Coureur                     | Pos                         |
| 121                               | Simon Yates (GBR)           | 2e                          |
| 122                               | Luke Durbridge (AUS)        | NP-6                        |
| 123                               | Dylan Groenewegen (NED)     | NP-5                        |
| 124                               | Lucas Hamilton (AUS)        | NP-8                        |
| 125                               | Luka Mezgec (SLO)           | NP-8                        |
| 126                               | Nick Schultz (AUS)          | AB-8                        |
| 127                               | Campbell Stewart (NZL)      | AB-8                        |
| Directeur sportif : Matthew White |                             |                             |

| Movistar Team MOV                              | Movistar Team MOV         | Movistar Team MOV |
| ---------------------------------------------- | ------------------------- | ----------------- |
| Num                                            | Coureur                   | Pos               |
| 131                                            | Matteo Jorgenson (USA)    | NP-8              |
| 132                                            | Imanol Erviti (ESP)       | 39e               |
| 133                                            | Iván García Cortina (ESP) | 46e               |
| 134                                            | Gorka Izagirre (ESP)      | 29e               |
| 135                                            | Johan Jacobs (SUI)        | NP-8              |
| 136                                            | Gregor Mühlberger (AUT)   | AB-8              |
| 137                                            | Albert Torres (ESP)       | 52e               |
| Directeur sportif : José Vicente García Acosta |                           |                   |

| Team DSM DSM                    | Team DSM DSM               | Team DSM DSM |
| ------------------------------- | -------------------------- | ------------ |
| Num                             | Coureur                    | Pos          |
| 141                             | Søren Kragh Andersen (DEN) | 17e          |
| 142                             | Cees Bol (NED)             | AB-7         |
| 143                             | John Degenkolb (GER)       | 41e          |
| 144                             | Nico Denz (GER)            | 58e          |
| 145                             | Nils Eekhoff (NED)         | AB-2         |
| 146                             | Andreas Leknessund (NOR)   | 11e          |
| 147                             | Kevin Vermaerke (USA)      | NP-5         |
| Directeur sportif : Philip West |                            |              |

| Lotto-Soudal LTS                   | Lotto-Soudal LTS         | Lotto-Soudal LTS |
| ---------------------------------- | ------------------------ | ---------------- |
| Num                                | Coureur                  | Pos              |
| 151                                | Philippe Gilbert (BEL)   | AB-8             |
| 152                                | Steff Cras (BEL)         | 16e              |
| 153                                | Thomas De Gendt (BEL)    | AB-8             |
| 154                                | Frederik Frison (BEL)    | 55e              |
| 155                                | Sébastien Grignard (BEL) | AB-8             |
| 156                                | Matthew Holmes (GBR)     | NP-8             |
| 157                                | Harm Vanhoucke (BEL)     | AB-8             |
| Directeur sportif : Maxime Monfort |                          |                  |

| EF Education-EasyPost EFE         | EF Education-EasyPost EFE | EF Education-EasyPost EFE |
| --------------------------------- | ------------------------- | ------------------------- |
| Num                               | Coureur                   | Pos                       |
| 161                               | Stefan Bissegger (SUI)    | NP-5                      |
| 162                               | Simon Carr (GBR)          | AB-8                      |
| 163                               | Owain Doull (GBR)         | 47e                       |
| 164                               | Jens Keukeleire (BEL)     | NP-5                      |
| 165                               | Neilson Powless (USA)     | NP-5                      |
| 166                               | Julius van den Berg (NED) | 53e                       |
| 167                               | Łukasz Wiśniowski (POL)   | AB-5                      |
| Directeur sportif : Andreas Klier |                           |                           |

| TotalEnergies TEN                     | TotalEnergies TEN        | TotalEnergies TEN |
| ------------------------------------- | ------------------------ | ----------------- |
| Num                                   | Coureur                  | Pos               |
| 171                                   | Pierre Latour (FRA)      | 14e               |
| 172                                   | Niccolò Bonifazio (ITA)  | AB-8              |
| 173                                   | Mathieu Burgaudeau (FRA) | 31e               |
| 174                                   | Fabien Doubey (FRA)      | 27e               |
| 175                                   | Geoffrey Soupe (FRA)     | NP-7              |
| 176                                   | Anthony Turgis (FRA)     | NP-7              |
| 177                                   | Alexis Vuillermoz (FRA)  | AB-7              |
| Directeur sportif : Dominique Arnould |                          |                   |

| Intermarché-Wanty-Gobert Matériaux IWG       | Intermarché-Wanty-Gobert Matériaux IWG | Intermarché-Wanty-Gobert Matériaux IWG |
| -------------------------------------------- | -------------------------------------- | -------------------------------------- |
| Num                                          | Coureur                                | Pos                                    |
| 181                                          | Biniam Girmay (ERI)                    | AB-7                                   |
| 182                                          | Dimitri Claeys (BEL)                   | NP-7                                   |
| 183                                          | Aimé De Gendt (BEL)                    | AB-6                                   |
| 184                                          | Baptiste Planckaert (BEL)              | NP-6                                   |
| 185                                          | Rein Taaramäe (EST) (chrono)           | AB-8                                   |
| 186                                          | Loïc Vliegen (BEL)                     | AB-8                                   |
| 187                                          | Georg Zimmermann (GER)                 | 23e                                    |
| Directeur sportif : Hilaire Van der Schueren |                                        |                                        |

| Israel-Premier Tech IPT         | Israel-Premier Tech IPT          | Israel-Premier Tech IPT |
| ------------------------------- | -------------------------------- | ----------------------- |
| Num                             | Coureur                          | Pos                     |
| 191                             | Carl Fredrik Hagen (NOR)         | NP-5                    |
| 192                             | Rudy Barbier (FRA)               | NP-2                    |
| 193                             | Guillaume Boivin (CAN) (route)   | NP-3                    |
| 194                             | Hugo Houle (CAN)                 | 13e                     |
| 195                             | James Piccoli (CAN)              | NP-5                    |
| 196                             | Mads Würtz Schmidt (DEN) (route) | AB-2                    |
| 197                             | Tom Van Asbroeck (BEL)           | NP-5                    |
| Directeur sportif : Steve Bauer |                                  |                         |

| Alpecin-Fenix AFC                   | Alpecin-Fenix AFC       | Alpecin-Fenix AFC |
| ----------------------------------- | ----------------------- | ----------------- |
| Num                                 | Coureur                 | Pos               |
| 201                                 | Jasper Philipsen (BEL)  | NP-6              |
| 202                                 | Tobias Bayer (AUT)      | 50e               |
| 203                                 | Silvan Dillier (SUI)    | 33e               |
| 204                                 | Senne Leysen (BEL)      | 57e               |
| 205                                 | Jonas Rickaert (BEL)    | NP-5              |
| 206                                 | Kristian Sbaragli (ITA) | NP-5              |
| 207                                 | Jay Vine (AUS)          | NP-5              |
| Directeur sportif : Gianni Meersman |                         |                   |

| B&B Hotels-KTM BBK                  | B&B Hotels-KTM BBK     | B&B Hotels-KTM BBK |
| ----------------------------------- | ---------------------- | ------------------ |
| Num                                 | Coureur                | Pos                |
| 211                                 | Franck Bonnamour (FRA) | 24e                |
| 212                                 | Alexis Gougeard (FRA)  | AB-8               |
| 213                                 | Victor Koretzky (FRA)  | 49e                |
| 214                                 | Jérémy Lecroq (FRA)    | NP-8               |
| 215                                 | Cyril Lemoine (FRA)    | AB-8               |
| 216                                 | Luca Mozzato (ITA)     | AB-8               |
| 217                                 | Jordi Warlop (BEL)     | AB-6               |
| Directeur sportif : Samuel Dumoulin |                        |                    |